# Verő László (szobrász)
Verő László, születési és 1900-ig használt nevén Hauer László János (Pest, 1873. június 17. – Nagykőrös, 1915. december 3.) magyar szobrászművész. 

## Élete, munkái
Hauer Ferenc és Benyó Mária fiaként született. Jelentős műve a nagybányai Lendvay szobor. Több pályázaton vett részt, és díjat is nyert az Erzsébet királyné budapesti emlékművére, illetve a Munkácsy Mihály emlékművére kiírt pályázatokon. További művei:
- V. Faragó Ambrus síremléke, Nagykőrös, Kecskeméti út[6]
- V. Faragó Bálint síremléke, Nagykőrös, Kecskeméti út[7]
- Pipázó juhász[8]
- Erzsébet királyné[9]

Alig 42 éves korában hunyt el 1915-ben.